# Onychomys torridus
Il topo delle cavallette (Onychomys torridus Coues, 1874) o topo degli scorpioni è un roditore appartenente alla famiglia Cricetidae, che vive in Messico e negli Stati Uniti d'America.
Vive in tana, ha abitudini notturne e talvolta ulula.
Si nutre abitualmente di scorpioni, in particolare del Centruroides sculpturatus, ed è particolarmente noto perché la selezione naturale ha fatto sì che non solo sia immune al veleno degli scorpioni ma anche che questo abbia su di lui un effetto anestetico permettendogli di non sentire il dolore dei colpi inferti dagli stessi. Il meccanismo sembra sia dovuto ad una mutazione di alcuni aminoacidi nella struttura del canale del sodio Nav 1.8.